# ایست مرمک (نیوهمپشایر)
ایست مرمک (به انگلیسی: East Merrimack) شهری در ایالت نیوهمپشایر کشور ایالات متحده آمریکا است که جمعیت آن در سرشماری سال ۲۰۱۰ میلادی، ۴٬۱۹۷ نفر بوده‌است.